# يا ليل يا عين
يا ليل يا عين هو برنامج فني غنائي شبابي لبناني.

## نبذة عن البرنامج
البرنامج فكرة المعدة جنان ملاط عام 1997 ولم تنفذ إلا بعد عامين لضخامته الإنتاجية 
في العام 1999 بدأ عرض «يا ليل يا عين» على شاشة الـ المؤسسة اللبنانية للإرسال مساء الجمعة كان يستضيف المشاهير ويشركهم في ألعاب وأغاني إضافة لراقصات داخل الأستديو
في العام 2002 عرضت ال المؤسسة اللبنانية للإرسال آخر حلقات برنامج «يا ليل يا عين»
عاد بعدها في تموز 2006 على شاشة المؤسسة اللبنانية للإرسال لموسم واحد فقط
عام 2012 قامت قناة النهار (مصر) بشراء حقوق بثه من المؤسسة اللبنانية للإرسال ليعرض على شاشتها إضافة لحلقات من المواسم السابقة

### الموسم الأول
بث عام 1999 على قناة ال بي سي قدمه كل من طوني أبو جودة وماريان خلاط حتى العام 2000.

### الموسم الثاني
عام 2002 على شاشة ال بي سي قدمته ماريان خلاط بمشاركة ضيف مختلف كل حلقة.

### الموسم الثالث
عام 2006 على شاشة ال بي سي قدمه كل من طوني أبو جودة وزوجته كارلا حداد

### الموسم الرابع
عام 2012 على شاشة قناة النهار (مصر) قدمه كل من طوني أبو جودة وزوجته كارلا حداد.